# Христо Куличев
Христо Куличев е български духовник, пастир на Първа евангелска църква, София. Дългогодишен председател на Съюза на евангексите съборни църкви в България. Автор на редица книги на духовна и историческа тематика.

## Биография
Роден е в с. Розово, Пещерско, днес в община Брацигово, област Пазарджик. От дете живее в София.
През 1948 г. заема църковния амвон. Завършва Факултета по славянска филология на СУ „Климент Охридски“ през 1952 г. Само няколко месеца работи като учител в град Банско. Уволнен е поради християнските му убеждения. Работи в строителството. По-късно е уволнен и от там, арестуван и изпратен в затвор. След изтърпяване на присъдата е принудително заселен в с. Ножарево, Силистренско (община Главиница).
От 1983 г. е пастир на Първа евангелска църква на Съюза на евангелските съборни църкви в България. През 1994 г. пастир Христо Куличев получава почетното звание „доктор по богословие“ от Университета Nord Park в Чикаго, Илиноис.
Основател е на българското сдружение Гражданска инициатива „Справедливост“.
През целия си живот е отдаден на вярата в Господ Исус Христос; на ценностите на Библията и на християнския морал.
Умира след кратко боледуване на 11 юни 2019 г. в София.